# Les Ormes (Vienne)
Les Ormes település Franciaországban, Vienne megyében. Lakosainak száma 1620 fő (2022. január 1.). Les Ormes Antogny-le-Tillac, Descartes, Pussigny, Buxeuil, Dangé-Saint-Romain, Port-de-Piles és Saint-Rémy-sur-Creuse községekkel határos.

## Népesség
A település népességének változása:
| Lakosok száma | 1680 | 1655 | 1665 | 1631 | 1620 | 1606 | 1611 | 1615 | 1620 |
|               | 2013 | 2015 | 2016 | 2017 | 2018 | 2019 | 2020 | 2021 | 2022 |